# Edgartown
Edgartown is een plaats (town) in Massachusetts, Verenigde Staten. Edgartown is de hoofdplaats van Dukes County. In 2007 had de plaats een inwonertal van 3.920.